# Maubeuge
Maubeuge —en picard, Maubeuche— és un municipi francès, situat al departament del Nord i a la regió dels Alts de França. L'any 2006 tenia 32.669 habitants. Limita al nord amb Mairieux, al nord-est amb Assevent, a l'est amb Rousies, al sud-est amb Ferrière-la-Grande, al sud amb Louvroil, al sud-oest amb Hautmont i al nord-oest amb Feignies. Es troba a 7 kilòmetres de la frontera amb Bèlgica. Com en altres municipis dels Alts de França, hom juga al joc de pilota a mà frisó i va hi tenir lloc el IX Campionat d'Europa.

## Demografia
| Evolució de la població Ehess i INSEE |       |       |       |       |       |       |       |       |
| 1793                                  | 1800  | 1806  | 1821  | 1831  | 1836  | 1841  | 1846  | 1851  |
| 4.841                                 | 4.726 | 5.020 | 5.736 | 6.240 | 6.363 | 7.431 | 7.328 | 7.719 |

| 1856  | 1861   | 1866   | 1872   | 1876   | 1881   | 1886   | 1891   | 1896   |
| ----- | ------ | ------ | ------ | ------ | ------ | ------ | ------ | ------ |
| 8.663 | 10.557 | 10.877 | 13.234 | 14.398 | 17.221 | 18.329 | 18.863 | 19.799 |

| 1901   | 1906   | 1911   | 1921   | 1926   | 1931   | 1936   | 1946   | 1954   |
| ------ | ------ | ------ | ------ | ------ | ------ | ------ | ------ | ------ |
| 20.826 | 21.520 | 23.209 | 21.173 | 23.338 | 24.221 | 23.622 | 20.859 | 24.215 |

| 1962   | 1968   | 1975   | 1982   | 1990   | 1999   | 2006 | 2011 | 2016 |
| ------ | ------ | ------ | ------ | ------ | ------ | ---- | ---- | ---- |
| 27.214 | 32.028 | 35.399 | 36.061 | 34.989 | 33.546 | -    | -    | -    |

| 2019 | - | - | - | - | - | - | - | - |
| ---- | - | - | - | - | - | - | - | - |
| -    | - | - | - | - | - | - | - | - |

## Administració
| Període   | Identitat           | Partit |
| --------- | ------------------- | ------ |
| 1945-1946 | Kléber Leulier      | SFIO   |
| 1946-1984 | Pierre Forest       | PS     |
| 1984-1989 | Jean-Claude Decagny | RPR    |
| 1989-1995 | Alain Carpentier    | PS     |
| 1995-2001 | Jean-Claude Decagny | RPR    |
| 2001-2014 | Rémi Pauvros        | PS     |
| 2014-2020 | Arnaud Decagny      | UDI    |

## Fills il·lustres
- Marie-Alexandre Guénin (1744-1835), violinista i compositor.

## Agermanaments
- Vilvoorde
- Ratingen
- Bamako
- Kayes
- Ouarzazate
- Biskra

## Galeria d'imatges

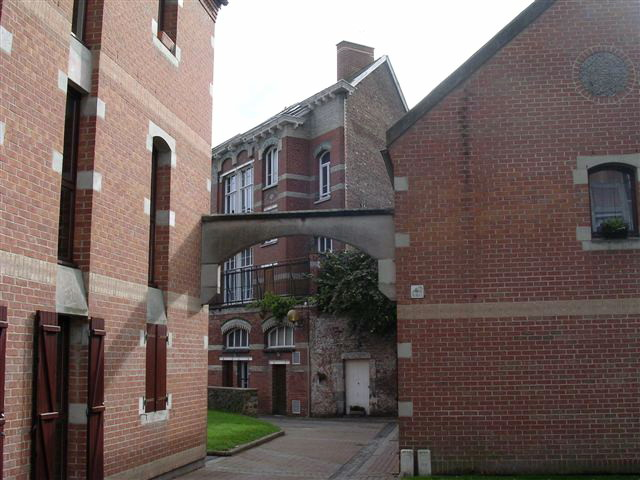
Rue de la Croix
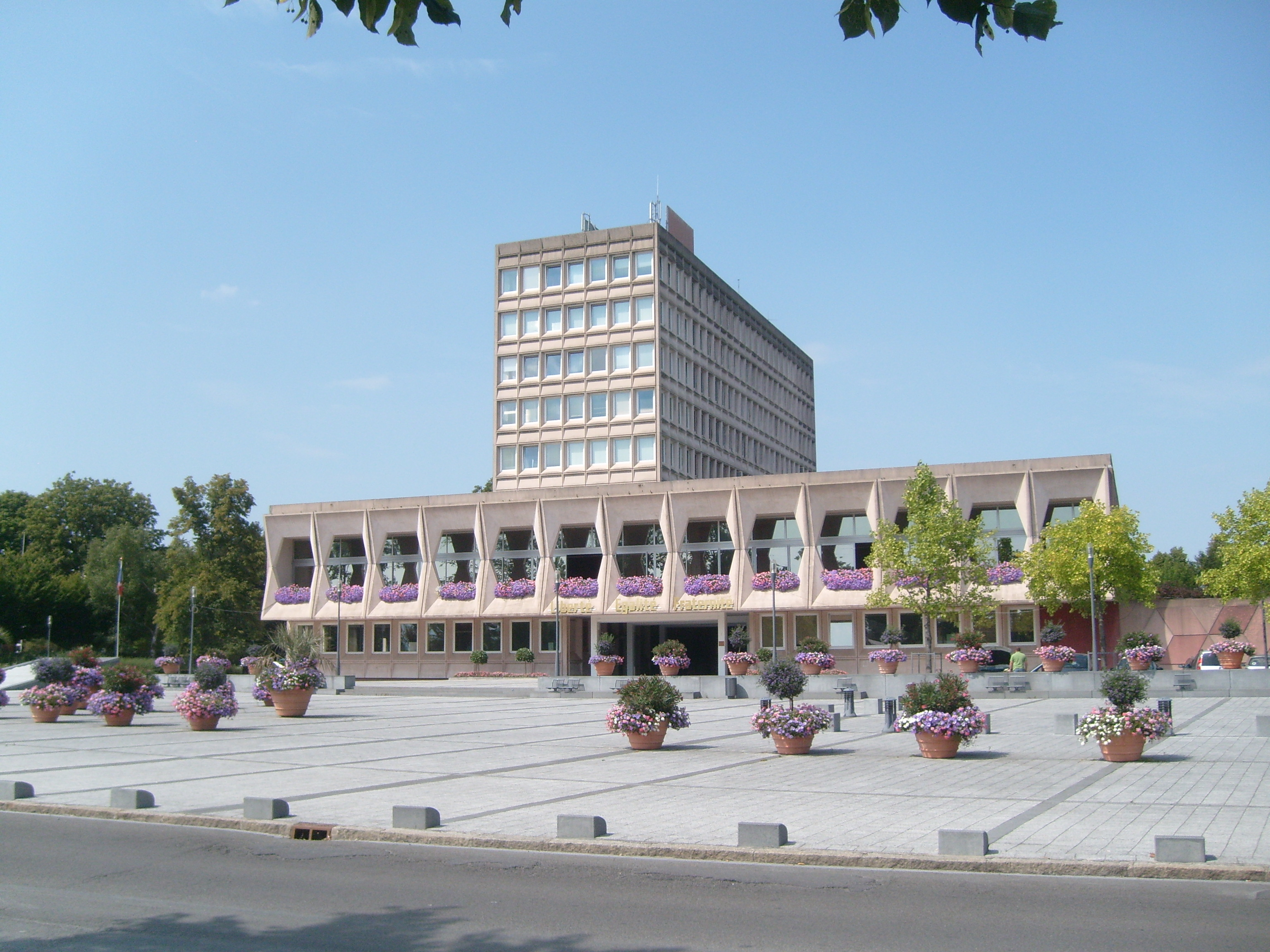
Ajuntament